# Gheorghe Bălăceanu
Gheorghe Bălăceanu (n. 5 iulie 1967, jud. Prahova) este un fost fotbalist român de fotbal care a activat ca fundaș.

### Activitate
- Steaua Mizil (1990-1993)
- Petrolul Ploiești (1992-1998)
- Gloria Bistrița (1997-1998)
- Chimia Brazi (1998-1999)
- Midia Năvodari (1999-2001)